# Constantemente mía
«Constantemente mía» es el primer sencillo del álbum Más que amor del trío italiano Il Volo, junto a lado de la cantante  mexicana Belinda.

## Información
"Constantemente Mía" es la versión en español de la canción "I Bring You To My Senses", el encargado de hacer esta versión y la letra fue el compositor Edgar Cortázar, en conjunto con Diane Warren y Mark Portmann.
La canción cuenta con la participación de la cantante mexicana Belinda y se mostró por primera vez el 14 de febrero de 2013, a través de las redes sociales de los artistas.
En el 2013, el sencillo fue certificado disco de oro en Venezuela por las ventas de más de 15,000 ejemplares.

### Lista de canciones
| Descarga digital |                                      |          |  |
| N.º              | Título                               | Duración |  |
| 1.               | «Constantemente Mía» (feat. Belinda) | 4:04     |  |

## Video
El video oficial fue estrenado el 2 de mayo de 2013 a través de Ritmoson Latino y Telehit.

## Posicionamiento
| Región | Organismo      | Lista         | Mejor posición |
| 2013   | 2013           | 2013          | 2013           |
| ------ | -------------- | ------------- | -------------- |
| México | Monitor Latino | Top 20 Inglés | 20             |

| País              | Organismo         | Lista             | Mejor posición    |
| Fin de año - 2013 | Fin de año - 2013 | Fin de año - 2013 | Fin de año - 2013 |
| ----------------- | ----------------- | ----------------- | ----------------- |
| Venezuela         | Record Report     | Top 100           | 86                |